# Escadron de transition opérationnelle 2/8 Nice
L’escadron de transition opérationnelle 2/8 « Nice » est une ancienne unité de formation des pilotes de chasse de l'Armée de l'air française qui volait sur le biréacteur d’entraînement Alpha Jet depuis la base aérienne 120 de Cazaux.  L'unité a été mise en sommeil, le 5 juillet 2022.
Nice, dans les Alpes-Maritimes, est la ville marraine de l'E.T.O. 02.008 « Nice » depuis le 25 octobre 1945.

## Historique

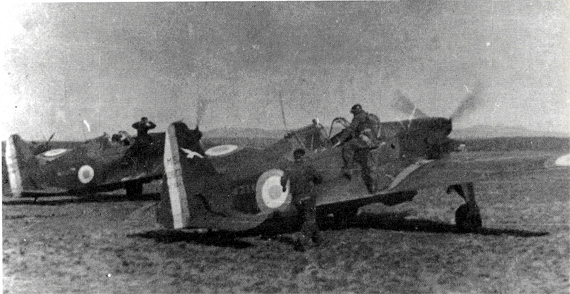
Deux Morane-Saulnier MS.406 du groupe de chasse II/7 entre mars et le 11 mai 1940.

L'ETO 2/7 « Nice » est issu du groupe de chasse II/7 formé à Dijon en 1932. Ce GC reprend les traditions des escadrilles de la SPA 73 et la SPA 78. 
Le groupe de chasse II/7 a commencé la campagne de France en 1939 sur la base aérienne de Luxeuil équipé du Morane MS 406 puis reçoit le 30 mai 1940 des Dewoitine D.520. À la suite des reculs successifs de l'armée française, il est le 17 juin à Perpignan où il reçoit l’ordre de rejoindre Alger. 
En 20 juin 1940, le GC II/7 gagne l'Algérie française puis s'installe sur le terrain de Tunis El Aouina en Tunisie pour assurer la protection de la région de Tunis, du port et de la rade de Bizerte. De juillet 1940 à novembre 1942 l’activité aérienne est réduite. Après le débarquement des alliés en Afrique du nord, le 8 novembre 1942, le groupe se replie vers Kairouan à la suite du projet d’installation de nombreuses forces aériennes allemandes à Tunis.
Le 12 novembre, l’amiral Darlan prend le commandement des armées françaises et ordonne la fin des combats contre les Anglais et la reprise des hostilités face à l'axe. Le groupe toujours équipé de ses Dewoitine 520 prend l'appellation de « Nice » et participe à la campagne de Tunisie et au débarquement allié à Pantelleria au sein de la 1re escadre de chasse depuis les bases aériennes 212 Biskra, Aïn-Beida et Sétif entre novembre 1942 et janvier 1943, puis Bou-Saada de janvier a avril 1943 où le GC va être rééquipé de Spitfire Mark V qui commencent à arriver au début du mois de mars 1943, ils arrivent alors à Bône Les Salines entre le 1er août et le 24 septembre 1944.
En novembre 1945, l'escadron embarque pour Saïgon avec le personnel du GC I/7 Provence. Sur place, ils prennent en compte des Ki-43 laissés sur place par l'armée japonaise. En février 1946, ces appareils sont remplacés par des Spitfire Mk.IX britanniques. Les deux unités rentrent en Europe en octobre 1946.

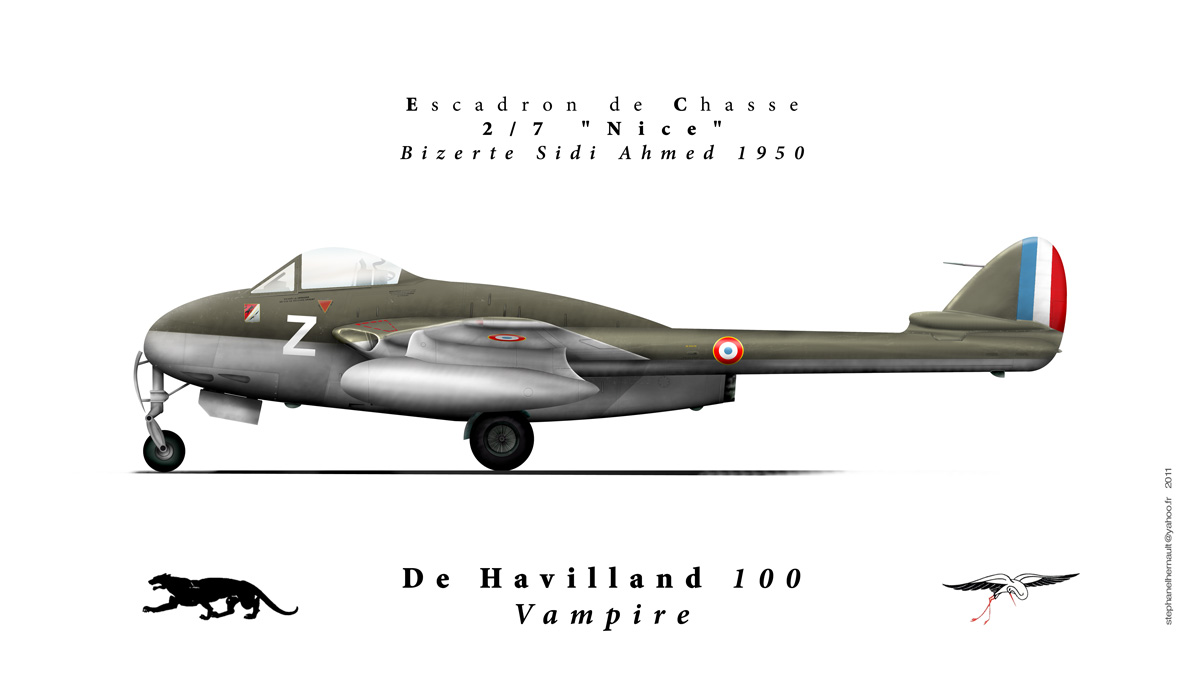
Vampire du 2/7 « Nice » en 1950.

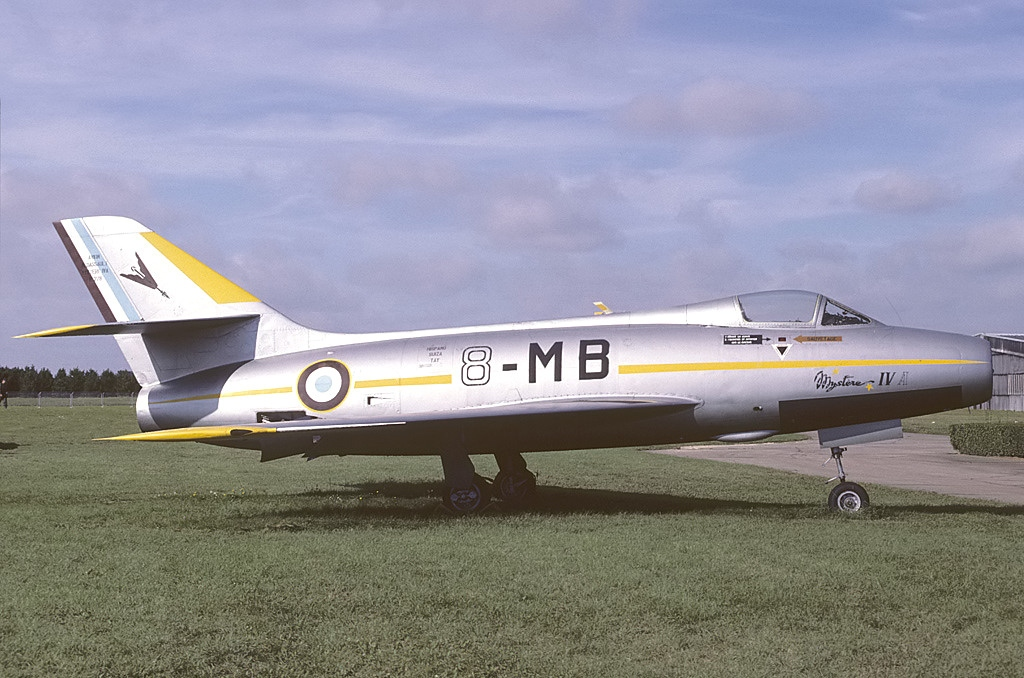
Dassault MD-454 Mystere IVA du EC 1/8 « Saintonge »

L'unité prend l'appellation de GC II/1 « Nice » du 1er juillet 1947 au 17 novembre 1951, avant de devenir l'escadron de chasse 2/7 « Nice » de la 7e escadre de chasse nouvellement créée sur la BA 156 Bizerte. Du 17 novembre 1951 à mi 1953, l’EC 2/7 Nice vole sur DH 100 Vampire. L'unité participe alors aux missions de maintien de l'ordre en AFN. Du 27 avril 1953 à mi 1961, la SPA 73 de l’EC 2/7 Nice vole sur SE.535 Mistral. En 1961, elle déménage à Metz puis à Nancy l'année suivante. De août 1961 à 1982, le 2/7 Nice vole sur Mystère IVA.

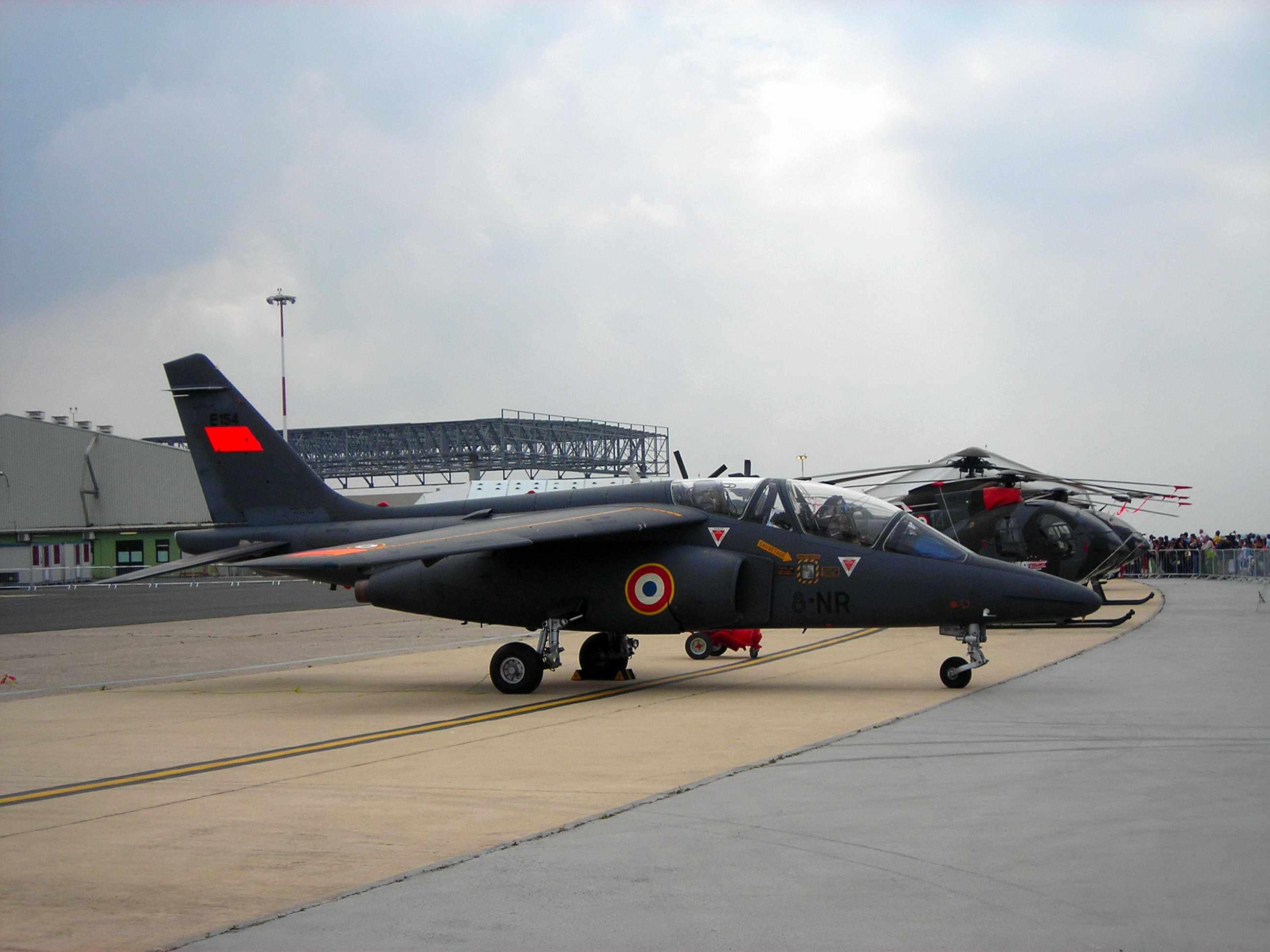
Alpha-Jet du EC 1/8 « Saintonge »

Le 1er février 1964, la formation s'installe à Cazaux au sein de la 8e escadre de chasse et devient l'escadron 2/8 « Nice ». Elle reçoit la mission de former les jeunes pilotes de combat venant de Tours, tout d'abord sur Mystère IVA puis, à partir de 1982, sur Alphajet.
En 2004, l'escadron compte la présence d'Alphajet belges dans son parc d'aéronefs. En mai 2006, la 11e escadrille de la Composante air belge est créée au sein de l'escadron français « Nice ».
À partir du 25 août 2015, l'escadron fait à nouveau partie de la 8e escadre de chasse, reformée le même jour sur la base de Cazaux.
L'escadron et ses deux escadrilles sont mis en sommeil, le 5 juillet 2022.

## Désignations successives
- Groupe de chasse II/7 : de 1932 au 1er novembre 1943
- Groupe de chasse II/7 « Nice » : du 1er novembre 1943 au 1er juillet 1947
- Groupe de chasse II/1 « Nice » : du 1er juillet 1947 au 17 novembre 1951
- Escadron de chasse 2/7 « Nice » : du 17 novembre 1951 au 1er février 1964
- Escadron de chasse 2/8 « Nice » : du 1er février 1964  au 31 juillet 1993
- Escadron de transition opérationnelle no 2 « Nice » : du 31 juillet 1993 au 1er octobre 2009
- Escadron de transition opérationnelle 2/8 « Nice » : du le 1er octobre 2009 au 5 juillet 2022

## Rattachements successifs
- 1re escadre de chasse : du 1er novembre 1943 au 17 novembre 1951
- 7e escadre de chasse : du 17 novembre 1951 au 1er février 1964
- 8e escadre de chasse :
  - du 1er février 1964 au 1er septembre 1993
  - du 25 août 2015 au 5 juillet 2022

## Escadrilles
- SPA 73 « Cigogne Japonaise »
- SPA 78 « Panthère noire de profil »

- 11e escadrille de la composante air belge (jusqu'en 2018)

## Bases
- Afrique du Nord : de novembre 1942 à septembre 1943[6]
- Ajaccio : du 27 septembre 1943 au 23 août 1944
- Calvi : du 23 août au 3 septembre 1944
- Istres le Vallon : du 3 au 6 septembre 1944
- Lyon Bron : du 6 au 21 septembre 1944
- Dijon Longvic : du 21 au 27 septembre 1944
- Luxeuil : du 27 septembre 1944 au 22 mars 1945
- Colmar : du 22 mars au 7 avril 1945
- Strasbourg Entzheim : du 7 au 28 avril 1945
- Allemagne : du 28 avril à juillet 1945
- Indochine française :
  - Tan Son Nhut (Saîgon) puis Phom Penh : d'octobre 1945 à octobre 1946
- Friedrichshafen : d'octobre 1946 à avril 1947
- Algérie française :
  - Oran la Sénia : d’avril 1947 à fin 1950
  - BA156 Bizerte Sidi Ahmed : de fin 1950 à décembre 1961
- BA 128 Metz Frescaty : du 25 octobre 1961 au 5 septembre 1963
- BA133 Nancy-Ochey : du 1er décembre 1961 au 1er février 1964
- BA120 Cazaux

## Appareils
Avions utilisés par l'escadron 2/8 « Nice », :
- Dewoitine D.520 (1940-1943)
- Supermarine Spitfire (à partir de 1943)
- Nakajima Ki-43 (1945-1946)
- Supermarine Spitfire Mk IX (à partir de 1946)
- De Havilland Vampire (1951-1952)
- SNCASE SE 535 Mistral (1952-1961)
- Dassault Mystère IV (1964-1982)
- Dassault-Dornier Alphajet E (à partir de 1982)